# أوسكار أولوا
أوسكار أولوا (بالإسبانية: Óscar Ulloa)‏ هو لاعب كرة قدم سلفادوري في مركز الهجوم، ولد في 19 أغسطس 1986 في Metapán ‏ في السلفادور. شارك مع منتخب السلفادور تحت 21 سنة لكرة القدم ‏ ومنتخب السلفادور تحت 23 سنة لكرة القدم ومنتخب السلفادور لكرة القدم. أما مع النوادي، فقد لعب مع نادي سانتانيكوس أسوشيتد.

## وصلات خارجية
- أوسكار أولوا على موقع قاعدة بيانات كرة القدم.إي يو (الإنجليزية)
- أوسكار أولوا على موقع ناشيونال فوتبول تيمز (الإنجليزية)